# La Citadelle (film)
Pour les articles homonymes, voir La Citadelle.
Pour plus de détails, voir Fiche technique et Distribution.
La Citadelle (The Citadel) est un film britannique  en noir et blanc réalisé par King Vidor, sorti en 1938.
Il est adapté du roman La Citadelle d'A. J. Cronin (1937).

## Synopsis
Fraîchement diplômé, le jeune docteur Manson arrive dans une petite ville minière du Pays de Galles, où il est nommé médecin de la Compagnie des Mines. Il y fait la connaissance de Denny qui devient son ami, et de Christine, dont il s'éprend. Idéaliste, il affronte la maladie, mais aussi les injustices sociales, ce qui déplaît à son employeur qui le révoque. Avec sa femme, il part à Londres y ouvrir un cabinet. Là, il rencontre le docteur Lawford, un chirurgien cynique ayant fait fortune auprès d'une clientèle bourgeoise aisée. Grisé par le succès, Manson oublie ses idéaux.

## Fiche technique
- Titre original : The Citadel
- Titre français : La Citadelle
- Réalisation : King Vidor
- Scénario : Ian Dalrymple, Frank Wead et Elizabeth Hill, d'après le roman éponyme d'A. J. Cronin (1937)
- Dialogues additionnels : Emlyn Williams
- Direction artistique : Lazare Meerson et Alfred Junge
- Photographie : Harry Stradling Sr.
- Son : A.W. Watkins, C.C. Stevens
- Montage : Charles Frend
- Musique : Louis Levy
- Production : Victor Saville, Harold Boxall
- Production déléguée : Hayes Goetz
- Société de production : Metro-Goldwyn-Mayer British Studios
- Société de distribution : Metro-Goldwyn-Mayer
- Pays de production :  Royaume-Uni
- Langue originale : anglais
- Format : noir et blanc — 35 mm — 1,37:1 — son : mono (Western Electric Sound System)
- Genre : drame psychologique
- Durée : 110 minutes
- Dates de sortie : 
  - États-Unis : 29 octobre 1938
  - Royaume-Uni : 22 décembre 1938
  - France : 8 février 1939

## Distribution
- Robert Donat : le docteur Andrew Manson
- Rosalind Russell : Christine Manson
- Ralph Richardson : Denny
- Rex Harrison : le docteur Lawford
- Emlyn Williams : Owen
- Penelope Dudley-Ward : Toppy LeRoy
- Francis L. Sullivan : Ben Chenkin
- Mary Clare : Mrs Orlando
- Cecil Parker : Charles Every
- Nora Swinburne : Mrs Thornton
- Edward Chapman : Joe Morgan
- Athene Seyler : Lady Raebank
- Felix Aylmer : Mr. Boon
- Joyce Bland : l'infirmière Sharp
- Percy Parsons : Mrs Stillman
- Dilys Davis : Mrs Page
- Basil Gill : le docteur Page
- Joss Ambler : le docteur A.H. Llewellyn
- Kynaston Reeves : un docteur (non crédité)

## Distinctions

### Récompenses
- NBR : Meilleur Film (1938)
- NYFCC : Meilleur Film (1939)

### Nominations
- Oscars du cinéma (1939):
  - Meilleur film
  - Meilleur réalisateur
  - Meilleur acteur : Robert Donat
  - Meilleur scénario adapté

## Autour du film
Le film a été tourné aux Denham Film Studios dans le Buckinghamshire près de Londres et en partie sur les lieux mêmes où se situe l'action du roman de Cronin.
Robert Donat trouve là un rôle intéressant, trois ans après celui qui l'a consacré dans Les 39 marches (1935) d'Alfred Hitchcock, et un an avant sa performance dans Au revoir Mr. Chips (1939) de Sam Wood.